# Honfoglalás kori Régészeti Park
A Honfoglalás kori Régészeti Park eredetileg egy két részből álló honfoglalás kori rekonstruált terület, a bodrogközi Karos és Kisrozvágy települések közelében. Az előbbi egy kegyeleti emlékhely Karos Eperjesszög nevű határrészében, melyet az itt feltárt 10. századi temető régészeti lelőhelyén alakítottak ki. 
A másik Karostól 18 km-re, a Kisrozvágy északi végében felépített  „Berzseny falu”, amely egy Árpád-kori magyar település replikája volt. Az utóbbi állami támogatás hiányában megszűnt.
Karos nyugati irányban húzódó dombvonulatán kerültek elő a Kárpát-medence eddig ismert, leletanyagában leggazdagabb honalapítás kori temetői. Az itt feltárt leletek fontos bizonyítékai annak, hogy a Bodrogköz a honfoglaló magyarság egyik első telephelye volt. A Bodrogközben négy honfoglalás kori temetőt tártak fel, ebből hármat egymástól néhány száz méterre Karoson, egyet pedig Bodroghalmon. A legnagyobb és egyben leggazdagabb temető, 
a karosi temetőcsoport középső dombján került elő: Eperjesszög II. számú temetőhalma, melyet 
az országban egyedülállóan, régészeti emlékparkká alakítottak ki.
Az 1986-1990 közötti ásatások folyamán, ezen a helyen összesen 73 sírhelyet tártak fel és ezek megjelölésével készült el a honfoglalók temetőjének rekonstrukciója. Az itt talált igen gazdag régészeti leleteket a miskolci Herman Ottó Múzeumban őrzik. A feltárás után a sírokat visszamérték, mindegyiket külön megjelölték és helyükön ismertető táblákat helyeztek el. A kegyeleti emlékhelyet a Bodrogközi Régi Magyar Kulturális Közhasznú Alapítvány hozta létre, Petraskó Tamás elnöksége alatt, Révész László vezető régész szakmai irányításával. A Magyar Nemzeti Múzeum Rákóczi Múzeuma által fenntartott területet, 
2007-ben nemzeti sírkertté nyilvánították.

## Története

### Előzmények
A földműveléssel és szőlőtermesztéssel foglalkozó gazdák, tevékenységeik során 
a 19. század elején találtak először, különböző veretes díszeket, emberi csontokat, érméket Karos község határában. 1899 nyarán répavermelés során az egykori Sennyey család birtokához  tartozó tanyán gazdag lovas sírokra bukkantak. A leleteket széthordták és csak néhányat tudott megmenteni Berecz Károly alsóberecki tanító, aki a megmaradt leleteket eljuttatta Dókus Gyulához, Zemplén vármegye alispánja gyűjteményébe. Az 1900 tavaszára tervezett ásatásokra, az alispán hivatali elfoglaltságai miatt nem került sor. 1936 első hónapjaiban a temetőt rejtő domb akkori tulajdonosa, szőlőtelepítés során nemtörődömségből és kapzsiságból legalább negyven-ötven sírt feldúlt. Az előkerült arany- és ezüstékszereket egy sátoraljaújhelyi ékszerésznél próbálták értékesíteni, de az ékszerész felismerte a tárgyak értékes mivoltát és értesítette a csendőrséget, megakadályozva ezzel a további pusztítást. Ezután egy régész kiküldetését kérték a Magyar Nemzeti Múzeumtól, de a téli időjárás beköszöntével a leletmentésre csak 1936 tavaszán (február 2-10. és március 17-24. között) került sor. A Karos-Eperjesszög I. temetőjének feltárására, az akkoriban fiatal kezdő gyakornok Horváth Tibor, tizenhárom többé-kevésbé érintetlen temetkezés leletanyagát tudta a felszínre hozni. Az igen gazdag leletek közül mindössze egy sír anyaga került a Magyar Nemzeti Múzeumba.

### Karos-Eperjesszög temetőhalmai

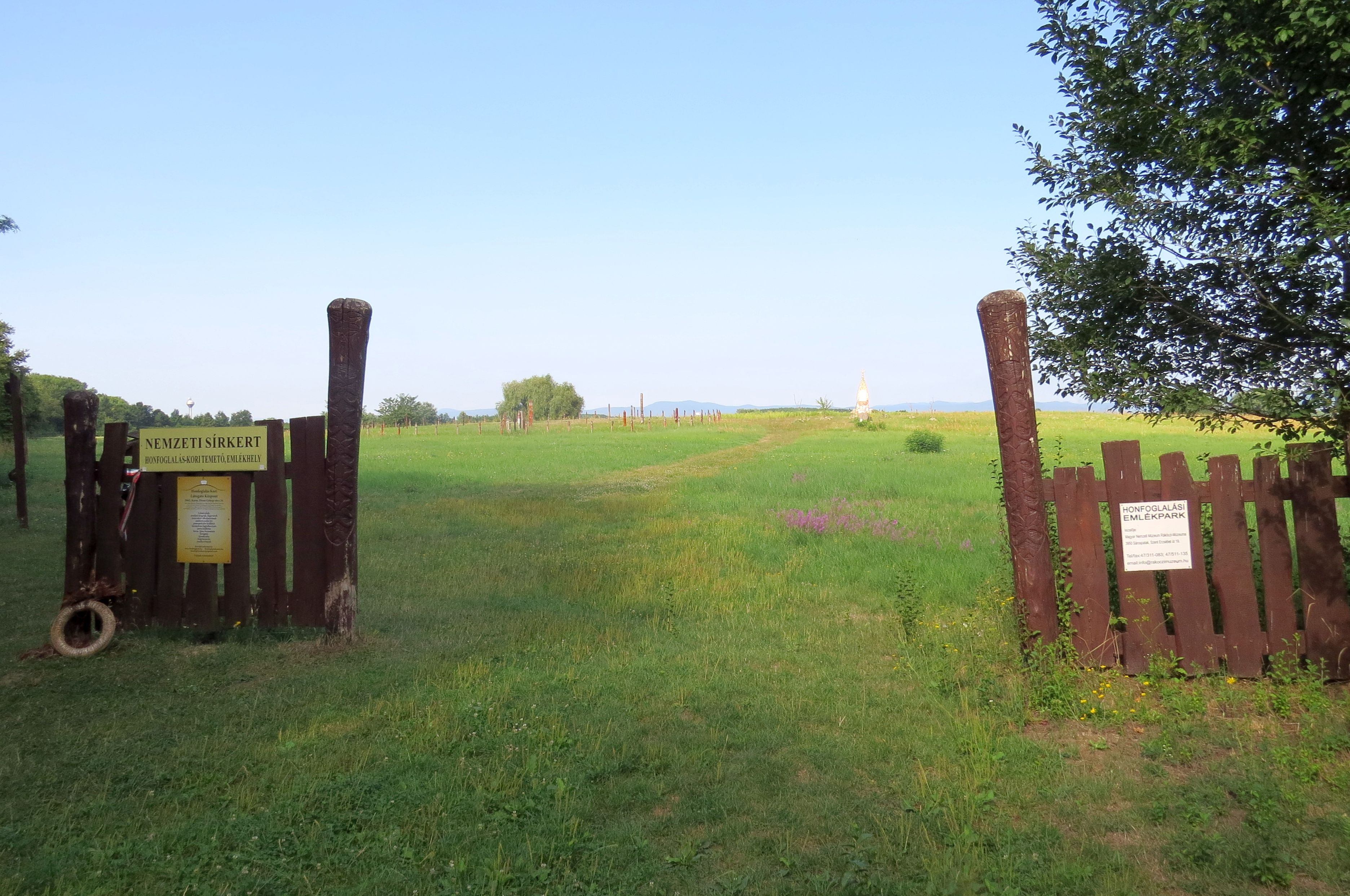
A honfoglalás kori temető bejárata 2021-ben

Félévszázaddal később újabb leletek kerültek elő Karos határában.1985 novemberében az eperjesszögi 
dombokon Nagypál László helyi lakos a nyíregyházi Jósa András Múzeumban jelezte, hogy mélyszántás közben 
a homokdombon nyílhegyeket, lószerszámokat, vaskengyeleket, 
övvereteket, ezüstpénzeket hozott felszínre az eke.
Ezek a leletek 1986 áprilisában a miskolci Herman Ottó Múzeumba kerültek.
1986. május 23-án Révész László a miskolci Herman Ottó Múzeum régészének vezetésével, a középső dombon elkezdték a leletmentő ásatást, ahol 1986 és 1990 között 73 sírt tártak fel, melyek zöme lovas temetkezés volt. 
1988. május 5-én Révész László és Wolf Mária terepbejárást végeztek a II. temetőtől 200 méterre délre elhelyezkedő homokbuckán. Ennek során a szántásban csonttöredékeket, bronz szíjvéget és övveretet találtak.
A II. temető feltárásának befejezése után, 1988 júniusa és 1990 májusa között tárták fel a Karos-Eperjesszög III. 
temetőjének tizenkilenc sírját, mely egyetlen hosszú sorba rendeződött. A sor északi végén a 11. sírban egy újabb
vezéri sír került elő, amelyben a II. temetőhöz hasonlóan, szintén gazdagon felszerelt méltóságjelvények
(íjtartó tegez, veretes öv, veretes lószerszámok, ezüstszerelékes szablyák) kerültek napvilágra.
A feltárást végző régészek szerint e három temető szorosan kapcsolódik egymáshoz és valamennyi azonos 
időszakban keletkezett, melyet a honfoglalás kezdetétől a 10. század közepéig használtak.
Karos honfoglaláskori temetői, illetve a Felső-Tisza-vidék a honfoglaló magyarok legkorábbi 
Kárpát-medencei szállásterülete volt.
Az emlékhely földterületét annak egykori tulajdonosa, „Megay Oktáv ügyvéd a 
Magyar Nemzeti Múzeumnak ajándékozta néhai régész nagybátyja, Megay Gusztáv (1904-1963) 
iránti tiszteletből, aki munkássága során azon fáradozott, hogy minél jobban megismerhessük népünk múltját, régi kultúráját.” 
A Kárpát-medence eddig ismert leggazdagabb leletanyagú temetőcsoportjának középső dombján lévő, honalapítás kori Karos-Eperjesszög II. temetőt rekonstruálták, a helyszínen tájékoztató táblákat, egy emlékművet és hetvenhárom fejfát vagy kőhalomot állítottak, amelyek a feltárt sírok helyét jelzik. A Bodrogközi Régi Magyar Kultúra Alapítvány Petraskó Tamás elnöksége ideje alatt, az államalapítás ezeréves évfordulója alkalmából, kegyeleti emlékhelyet hozott létre. A Magyar Nemzeti Múzeum Rákóczi Múzeuma által fenntartott területet, 2007-ben a Nemzeti Emlékhely és Kegyeleti Bizottság nemzeti sírkertté nyilvánította. Az itt fellelt régészeti emlékanyag bemutatására, 2012-ben látogatóközpont is épült Karos belterületén.

#### A vezér emlékműve

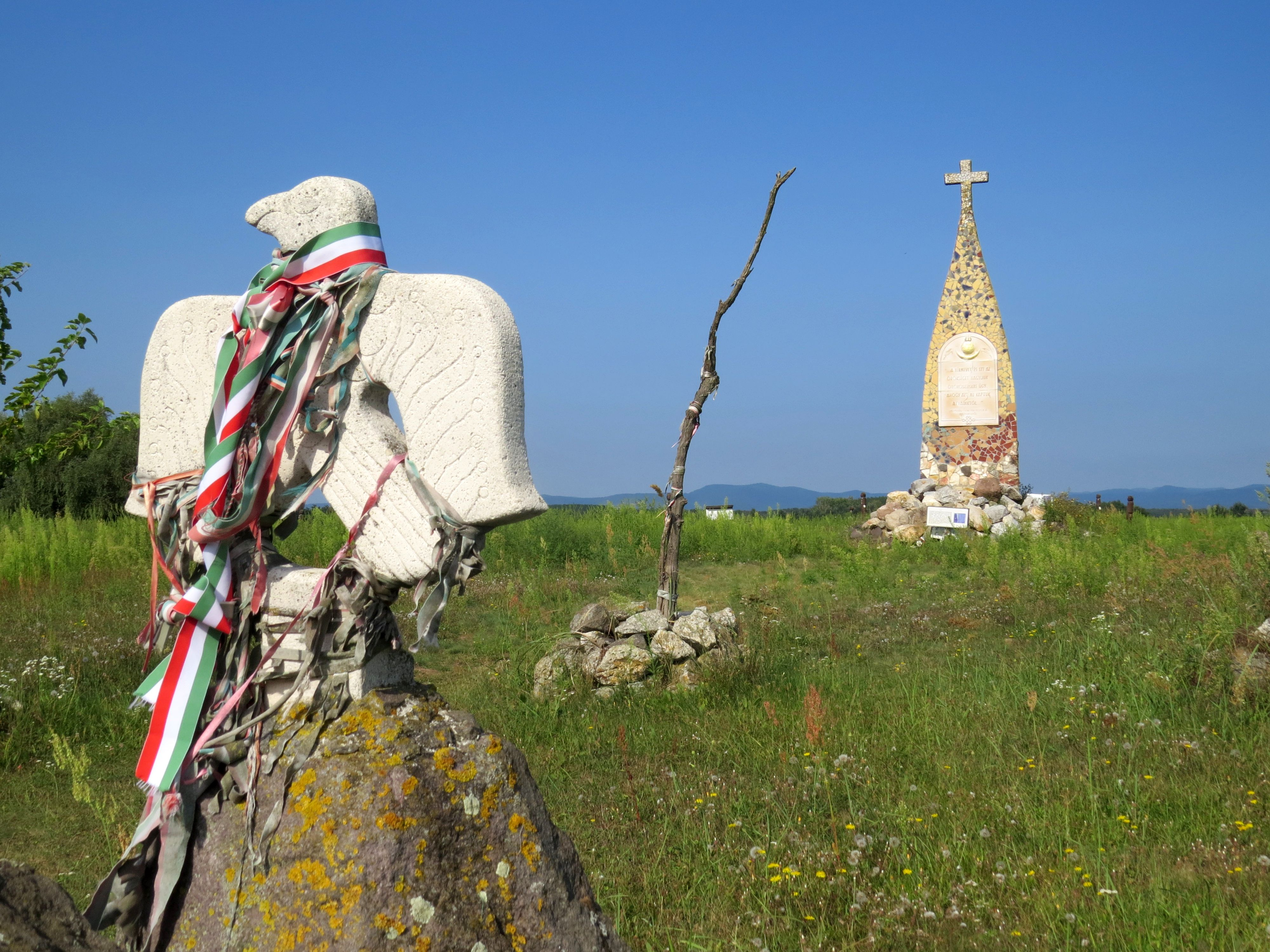
Az 52. vezérsír és előterében a karosi Turul

A Régészeti Park legimpozánsabb emlékműve, már a bejárattól feltűnik az idelátogatók számára.
A műalkotás Yöngsiebu Barsbold Denzen mongol szobrászművész alkotása. amelyet az 52. számú sír helyén emeltek.
Az emlékmű a Magyar Millennium Kormánybiztosi Hivatala támogatásával készült 
2001-ben.
Az emlékmű felirata Liudprand cremonai püspök magyarokról című írásából való részlet: 
A hírnevet és ezt az örökséget hagyjuk örököseinkre úgy, ahogyan azt mi kaptuk Atyáinktól...
A II. temetőben számos lovas vagy lószerszámos temetkezési emlék került elő. 
Ezekből kiemelkedik három rangos tárgyakkal rendelkező sír, amelyek minden bizonnyal vezéri sírok voltak. A legjelentősebb az 52. sír, melyből arany hajkarika, ezüst karperec, aranygyűrű, ezüstveretes öv, szablya, készenléti íj, nyílvesszőtartó, tegez, tarsolylemez, díszes nyereg, ezüst lószerszámok, több mint 400 sírmelléklet került elő. A gazdag leletek alapján a régészek azt feltételezik, hogy a kiemelkedő rangú és gazdagságú elhunyt, nagy befolyású férfi lehetett a honfoglaló fejedelmek udvarában. 
A mellette talált tárgyak alapján valószínű, hogy jelentős szerepet töltött be a 10. század nagy fejedelmei között. A vezér emlékműve tehát ezen feltárt sír felett áll. Itt nyugodott az a vezér, aki a honfoglaló magyar fejedelmek fegyvertársa, katonai kíséretük egyik legmagasabb rangú vezetője volt. Irányító szerepe lehetett az első kalandozó hadjáratok során, különösen a német területek ellen vívott háborúkban. Erről tanúskodnak a kaftánjára vert ezüstpénzek, Gyermek Lajos keleti frank uralkodó veretei. Hatalmi jelvényei közül kiemelkedik aranyozott ezüstveretes íjtartó tegeze, melyen a magyar fejedelmek
jelvényét, a Napszimbólumot hordozta. Feltehetőleg a 920-as években hunyt el, abban az időszakban, amikor Bizánctól Itálián át a Német tartományokig terjedő terület országai rendszeres évi adóval vásárolták meg a békét a magyaroktól. Nevét ma már nem ismerjük, de személyében az új haza egyik megteremtőjét tisztelhetjük.
Az emlékmű előtt áll a hét vezér jelképes sírja korabeli kialakításban és egy szimbolikus turul, amely egy karosi övveret díszének motívuma alapján készült. 
2009-ben az emlékhely déli részén, Petraskó Tamás jóvoltából az egykori hatvannégy történelmi vármegye jelképes oszlopaiból kopjafaerdő is létesült, ahol minden vármegyéből bármely szervezet állíthat egy oszlopot és a honfoglaló ősök tiszteletére bárki leróhatja kegyeletét.

### A kisrozvágyi Árpád-kori Régészeti Park
Karostól 18 km-re keletre, Kisrozvágy határában a Honfoglalás kori Régészeti Park részeként, honfoglaló őseink 9–10. századi életének bemutatásához, lényegében egy tizenöt hektárnyi területen felépült egy Árpád-kori magyar település, Berzseny falu rekonstrukciója. A több tízmillió forintos pályázati támogatással, a Bodrogközi Régi Magyar Kulturális Közhasznú Alapítvány által felépített létesítmény, 2002. májusában nyílt meg. A történészek szerint, az új hazát kereső nomád magyarok vélhetőleg ezen a vidéken települtek le először.
A régészeti skanzen
az egykori honfoglalók, az akkor élt földművesek és mesteremberek (nyeregkészítők, kovácsok, fazekasok) életkörülményeinek megfelelően berendezett jurtasátrakat és korabeli műhelyeket, paticsházakat, veremházakat, földkunyhókat és karámokat mutattak be. Az alkotóházban állandó és időszakos kiállítások szemléltették a honfoglalás idejének életformáját, őseink kultúráját.
A hozzáértő lelkesedéssel kialakított helyre, 2010-től kezdődően egyre kevesebb figyelem jutott, az állami és megyei pénzügyi támogatások hiánya miatt pedig 2014-re teljesen el is bontották. 
A helyszín korábbi szellemiségét a Karoson található Honfoglalás Kori Látogatóközpont viszi tovább. Az egykori Berzseny faluban mára csak egy szakrális emlékhely látogatható az Árpád vezér halom, ahol a jeles pusztai ünnepeken és teliholdkor, a magyar ősöket tisztelő lelkes hagyományőrzők rendszeresen szertüzet gyújtanak.

## A Karos-Eperjesszög II. temető leírása és az itt talált leletek
A temető a honfoglalás korában keletkezett. A temető sírjai sorokba és csoportokba rendeződnek, 
amelyeket olykor 15–20 méteres üres sávok választanak el egymástól.
A sírokat rejtő ovális alakú homokdomb körülbelül kétszáz méter hosszú, kilencven méter széles 
és mindössze három méterre magasodik ki környezetéből.
A régészek a szántások során felszínre került leletekből arra következtettek, hogy egy olyan gazdag temetőt rejt a föld, mint amilyenek már korábban, a környék településeiről Kenézlőről, Zalkodról vagy Bodrogvécsről kerültek elő. A II. temető 73 sírja közül 37-ben találtak lócsontokat vagy lószerszámokat, a legtöbb esetben férfiak mellett, de nem volt ritka az sem, hogy nőket, sőt gyerekeket is a lovukkal együtt temették el.
A férfiak több mint felének sírjából került elő a magyarok „hírhedt” fegyvere a visszacsapó íjat borító csontlemezek, valamint vaspálcákkal merevített nyíltartó tegezek, nyílhegyekkel. Számos sírban találtak arany- és ezüstkarikákat, melyekkel hajfonatukat szorították le. A gazdagabbak aranygyűrűket és ezüst karperecet is hordtak. A nők a pártájukba vagy hajfonatukba font szalagot ezüstgyöngyökkel, gyöngyökkel, három esetben, pedig aprólékos  ötvösmunkával készített hajfonatkorongokkal díszítették. De kedvelt ékszer volt a gyöngyös 
vagy ezüstgömbökkel díszített fülbevalók, lekerekített végű ezüst pántkarperecek, ékköves vagy üvegbetétes arany- és ezüstgyűrűk.
A megtalált gazdag leletanyag alapján, a régészek arra a következtetésre jutottak, hogy a 9. - 10. században a Felső-Tisza-vidéken, egykor magas rangú férfiak éltek és temetkeztek. Erre utalnak az itt fellelt vezéri sírok és a bennük talált aranyozott ezüst méltóságjelvények, valamint a vidék sajátos szerkezetű temetői is. A régészek a vizsgálatok során azt tapasztalták, hogy az itt nyugvó őseink legalább hatvannégy százaléka férfi volt, méghozzá gazdagon felszerelt fegyvereikkel és méltóságjelvényeikkel eltemetett harcosok, ami arra utal, hogy a nagyfejedelem itt építhette ki első hatalmi-irányítási központját. A férfisírok fegyveiből és felségjelvényeiből arra következtetnek, hogy a fejedelmi udvar vagy a fejedelmi katonai kíséret magasabb rangú vezetői tartózkodtak itt, a kíséretükhöz tartozó harcosokkal, esetleg családtagjaikkal.
A sírokban nyugvók rangját nyolc esetben a ritka leletnek számító szablyák
veretes övek, két tarsolylemez és három sírban veretes tarsolyok jelezték. A rangosabb nőket rozettás 
lószerszámmal, veretes csizmával és hajfonatkorongokkal is ellátták. A háziszolgák és a gyermekek sírjai főként a gazdag férfiak sírjai körül csoportosultak, mintha a gyengéket és elesetteket még a túlvilágon is óvnák a tekintélyes vezetők. A gyermeksírokban általában gyöngyöket, ételmellékletet jelző állatcsontokat és agyagedényeket  találtak. A friss keleti kapcsolatokra utaló tárgyak tanúsága szerint, a temetőt a honfoglalás után néhány évvel nyithatták és használatuk nem nyúlik túl a 10. század 
közepétől.

## Megközelítése
A karosi emlékpark közúton személyautóval, kerékpárral könnyen megközelíthető. Sátoraljaújhely felől a  381-es főúton Alsóberecki elhagyása után mintegy 3,5 km-re balra található egy bekötő út, melynek közvetlenül az elején található az emlékhely bejárata, ahonnan kizárólag gyalogosan lehet tovább közlekedni. Karos felől a települést elhagyva 1 km-re a 381-es főút jobb oldala mentén találhatjuk a bekötő utat, illetve az emlékhelyet. A parkterület szabadon látogatható.

## Képgaléria

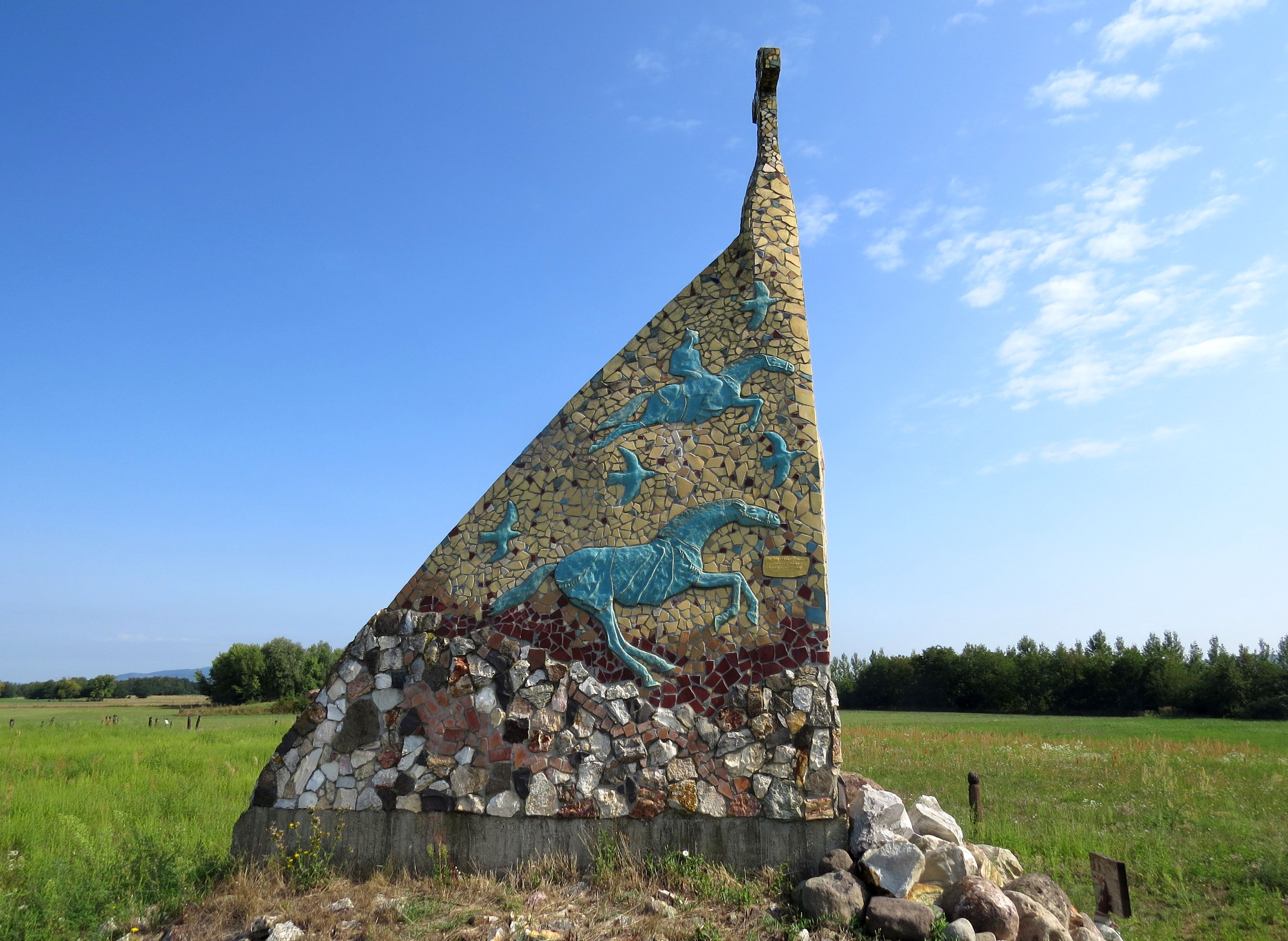
A vezérsír emlékművének oldalnézete
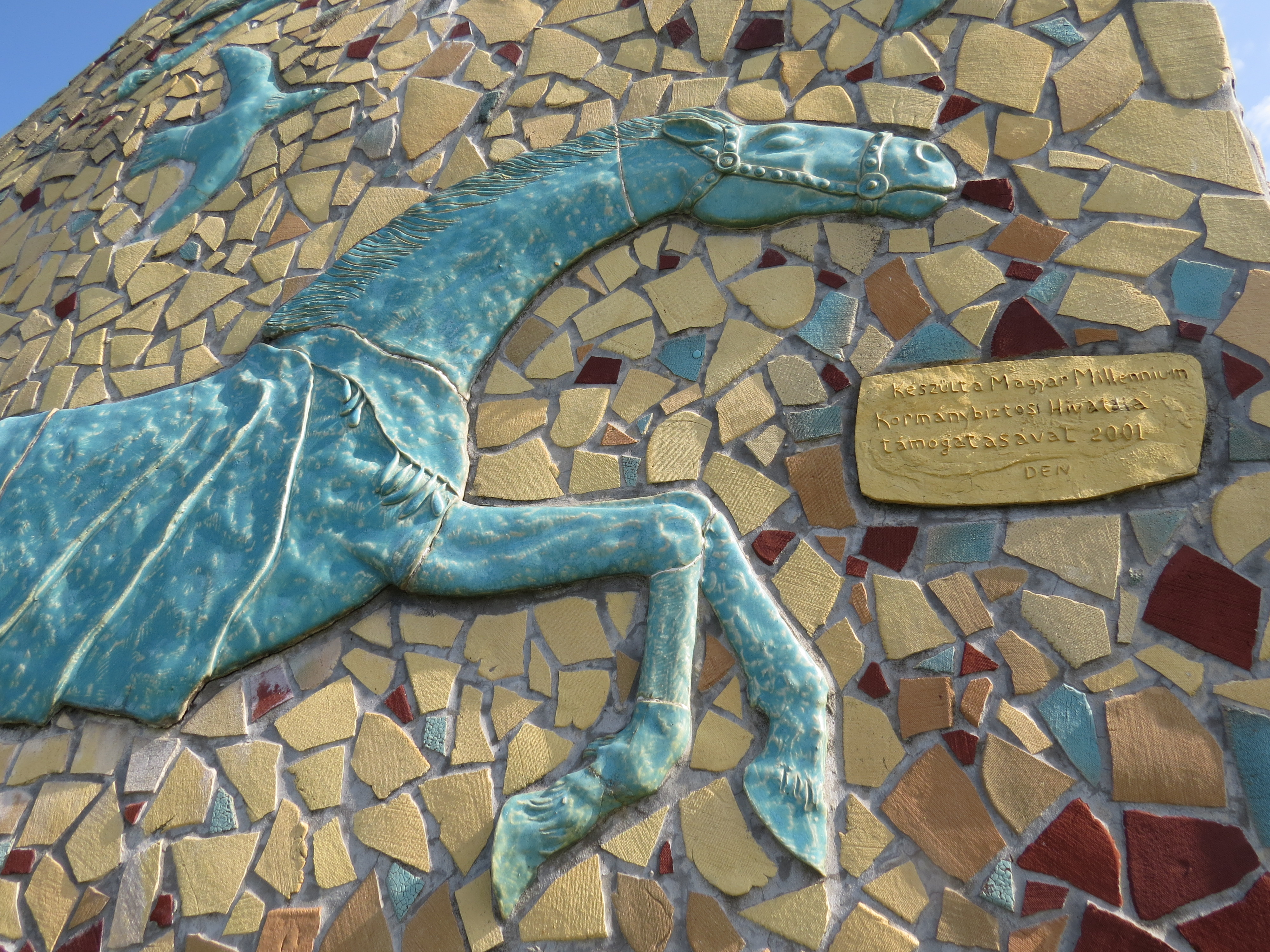
Az emlékmű egyik részlete
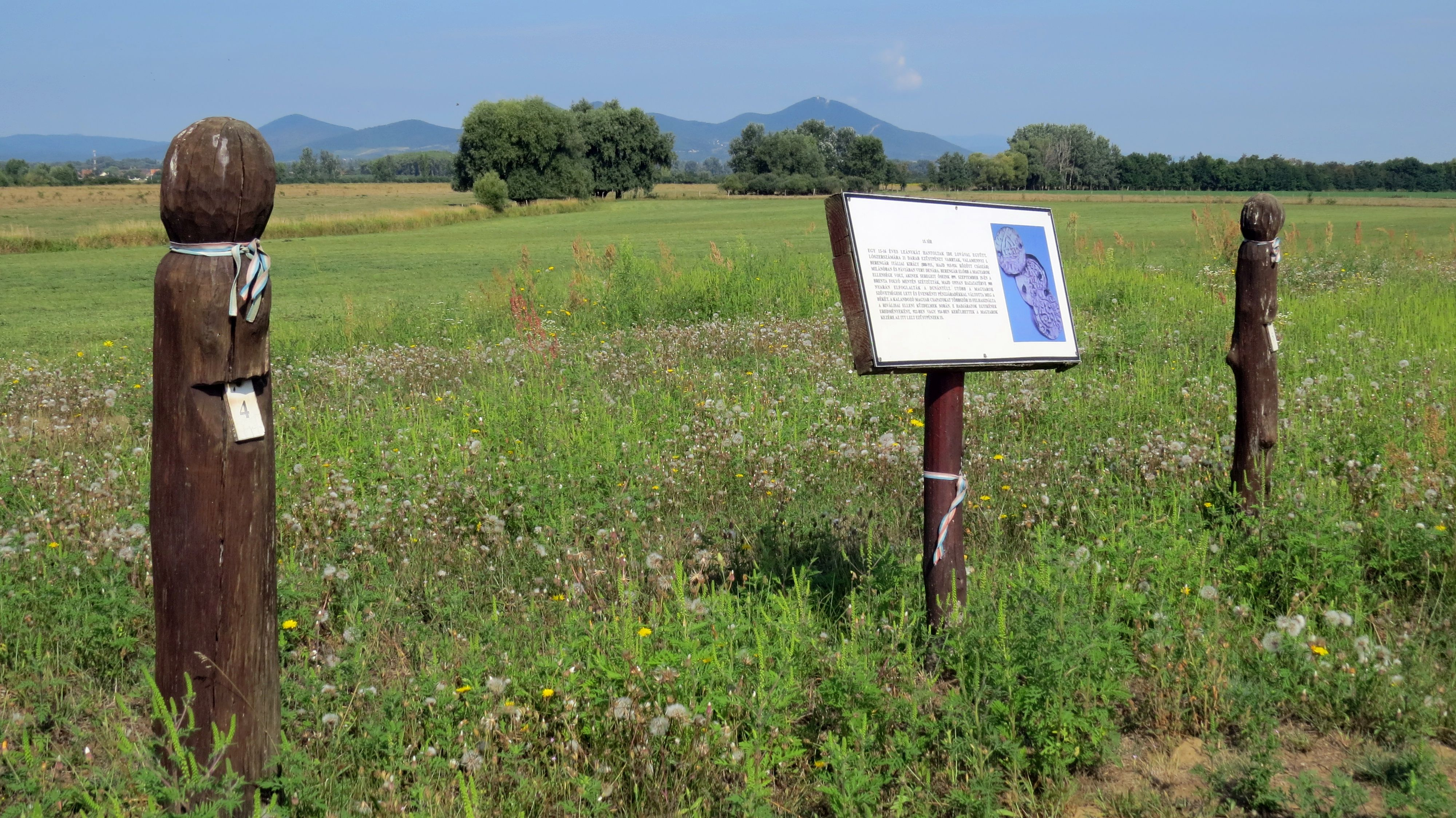
Honfoglalás kori temetőrészlet
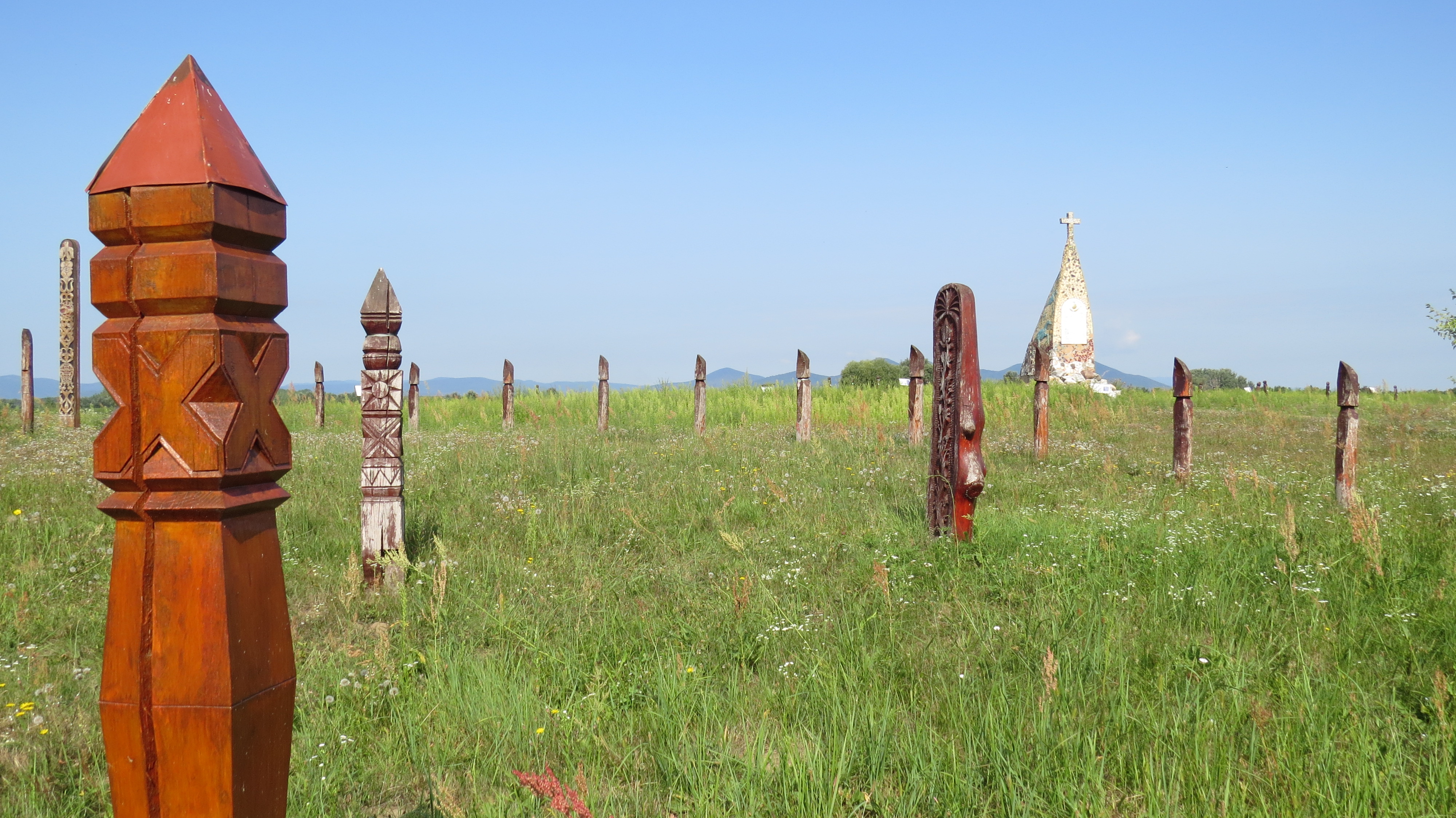
Kopjafaerdő részlet és a vezérsír emlékműve